# يوتا أوتسكا
يوتا أوتسكا (باليابانية: 大塚 雄太) (3 سبتمبر 1981 في فوكوكا في اليابان – )؛ هو لاعب كرة قدم سابق كان يلعب كلاعب وسط.